# Berdysch
Berdysch (russ. берды́ш, „Bardiche, Stielaxt, Bartaxt“) ist die russische Bezeichnung für eine langstielige Streitaxt mit großem, halbmondförmigem Axtblatt, die in Skandinavien, Russland und Osteuropa ab dem späten Hochmittelalter Verwendung fand.

## Etymologie
Das Wort Berdysch sowie die engl., franz. und span. Bezeichnung bardiche sind aus mittellateinisch barducium bzw. deutsch Barte („[Wurf]beil, Beil“) abgeleitet.

## Beschreibung
Die Berdysch mit ihrer 60–75 cm langen, etwa 3 kg schweren Klinge auf 1,30–1,80 m hohem Holzschaft war dazu gedacht, als Hieb- und Stichwaffe einerseits mit schwingenden Hieben die schwere Rüstung des Gegners zu durchschlagen, konnte aber auch wie eine Lanze stoßend eingesetzt werden. Es gab Ausführungen mit zwei Befestigungen der Klinge am Schaft – in der Mitte und am unteren Ende (Bild) – und mit nur einer in der Mitte der Klingenrückseite. Im Spätmittelalter wurde die Berdysch zur bevorzugten Waffe der Palastgarden der russischen Fürsten. Während des 15. Jahrhunderts breitete sie sich auch in Schweden aus und fand auch in den östlichen Gebieten Polen-Litauens Verwendung. Seit 1550 war die Berdysch markantes Erkennungsmerkmal der von Iwan dem Schrecklichen eingeführten russischen Palastgarde, der Strelizen. Die mit Feuerwaffen ausgestatteten Musketiere benutzen die Berdysch als Hieb- und Stichwaffe im Nahkampf sowie als Ablage und Zielhilfe für die Muskete. Die Berdysch wurden bis Anfang des 18. Jahrhunderts als Zweitwaffe der Schützen und als zeremonielle Paradewaffe verwendet.
Vereinfachender Weise wird im Deutschen oft der Begriff „Hellebarde“ als Übersetzung für Berdysch gewählt, obwohl sie in ihrer Form eher mit der Glefe übereinstimmt.

## Galerie

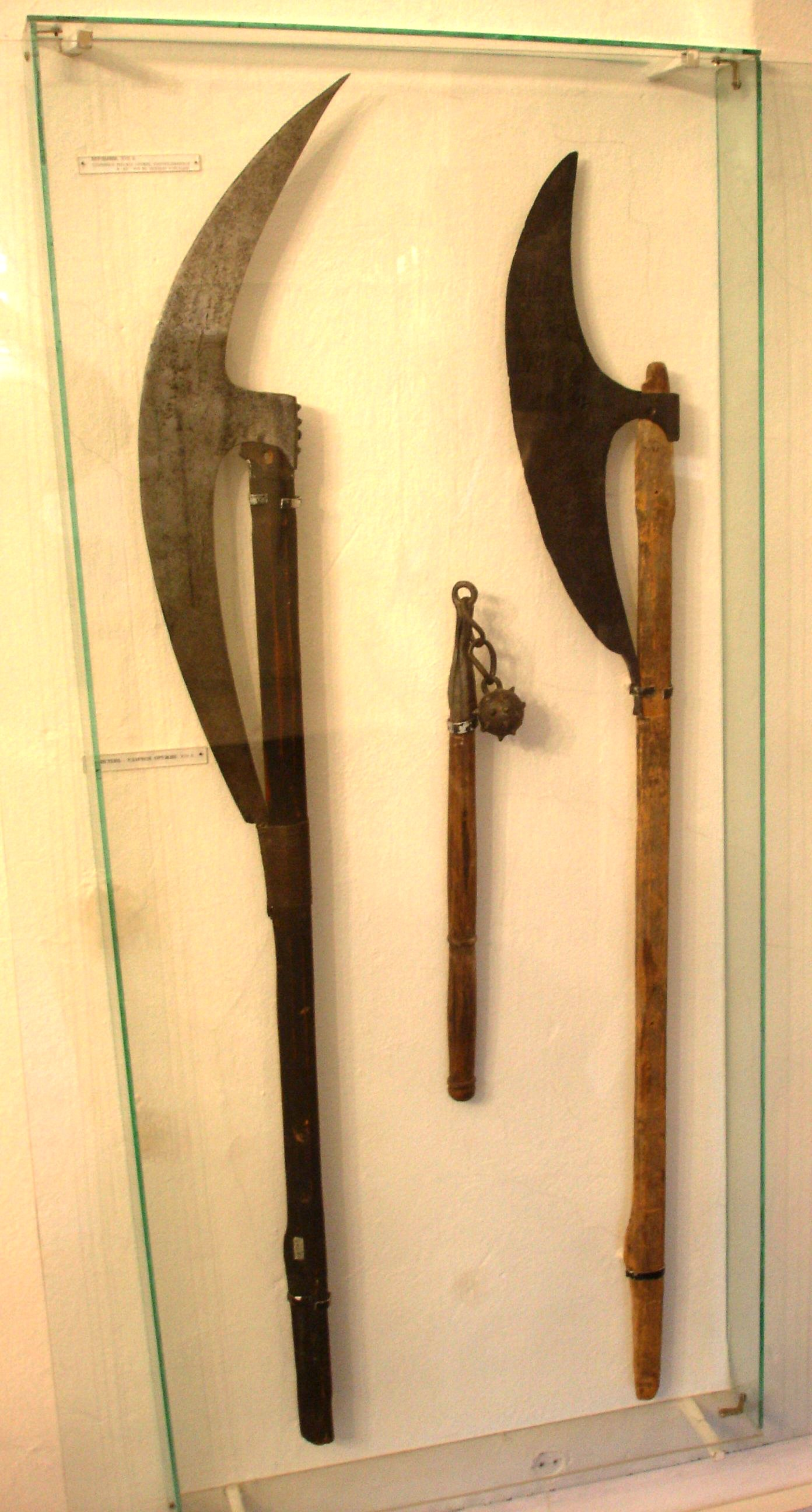
Zwei Exemplare einer Bardiche im Geschichtsmuseum von Susdal, Russland
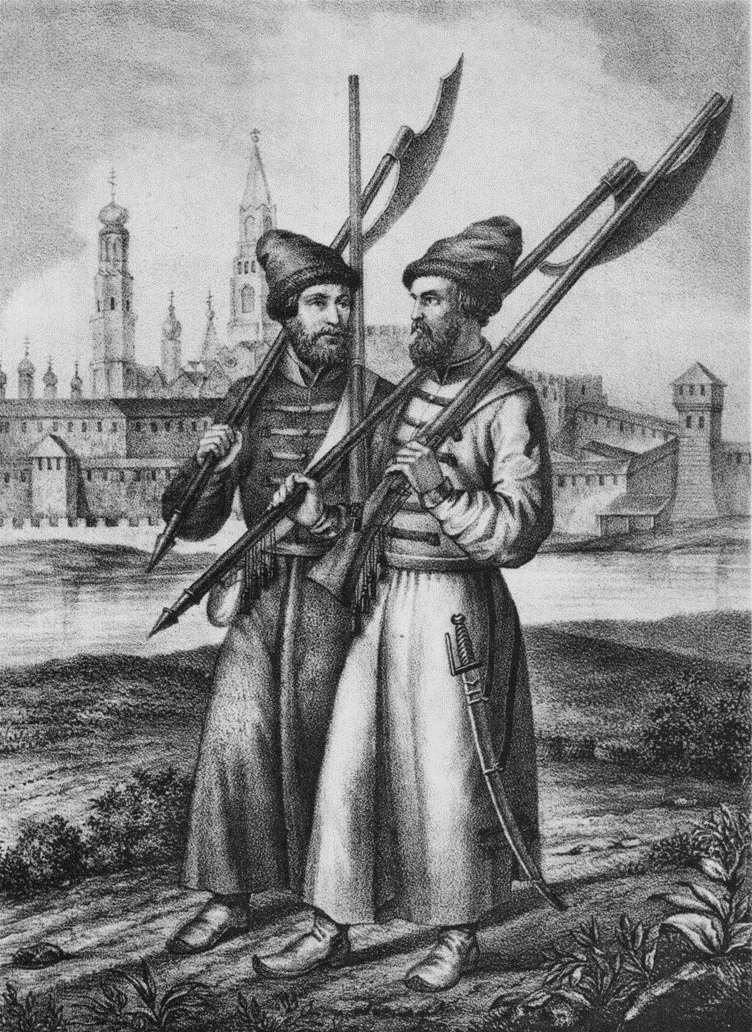
Buchillustration von russischen Strelizen mit Muskete, Säbel und Bardyschen um 1674, Alexander Wassiljewitsch Wiskowatow, 1841
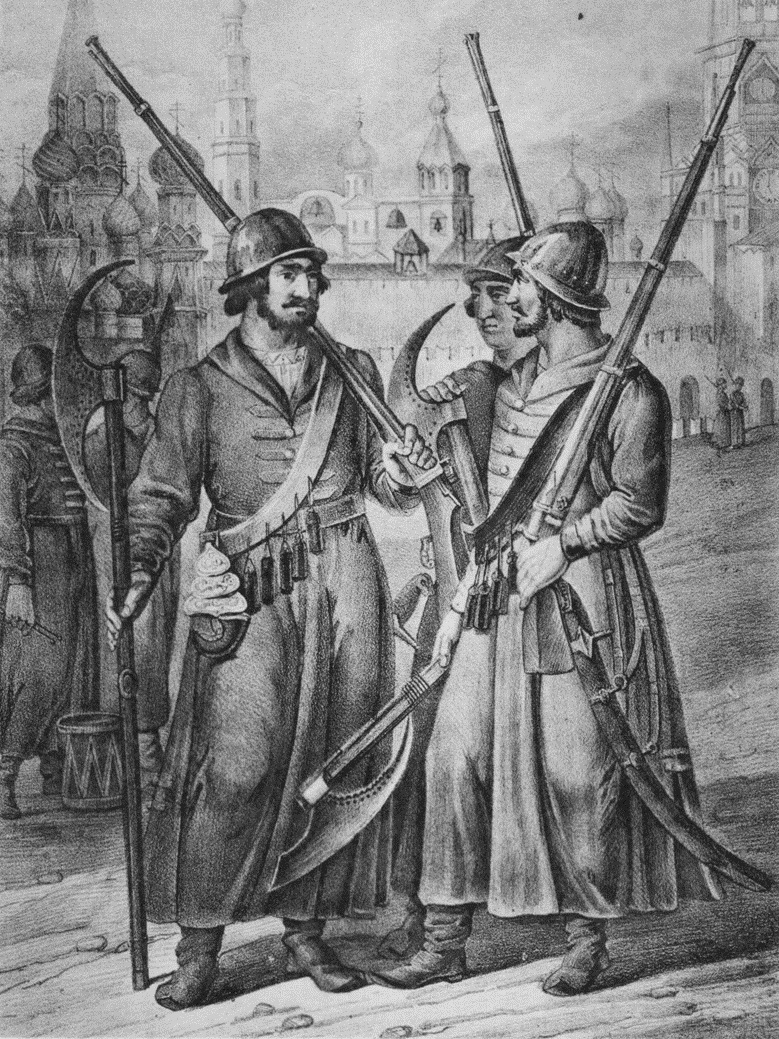
Buchillustration von russischen Strelizen mit Musketen und Bardyschen um 1674, Alexander Wassiljewitsch Wiskowatow, 1899
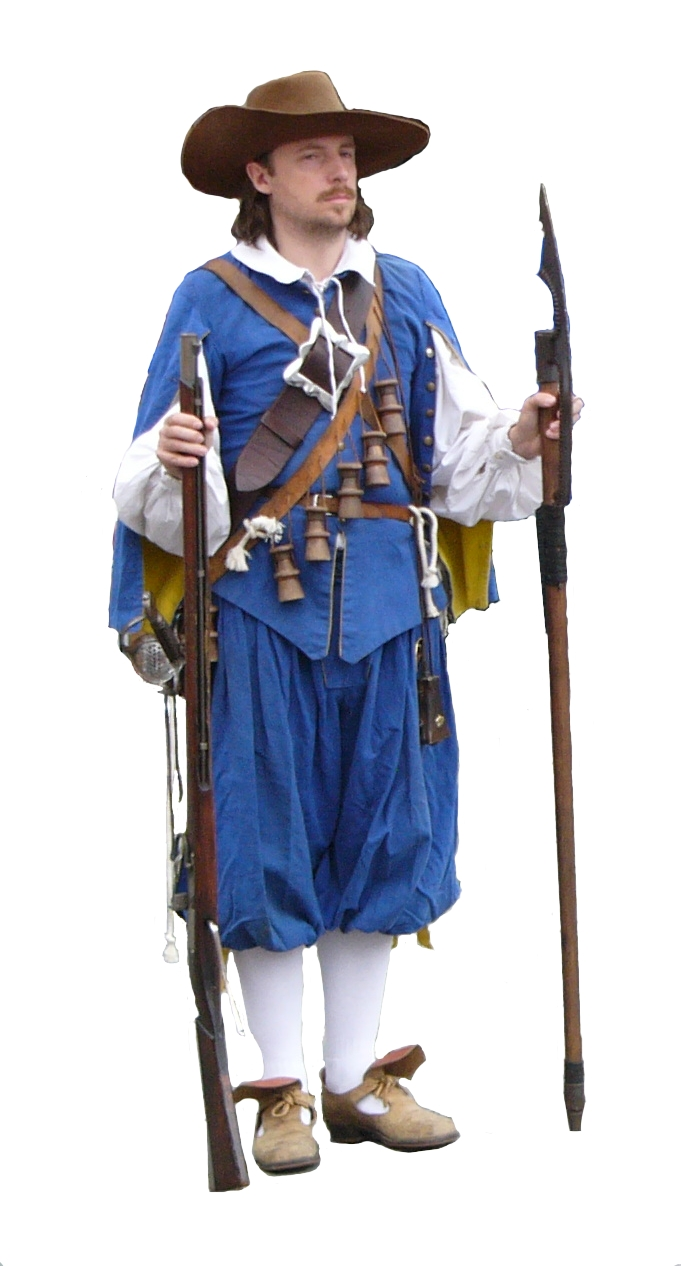
Reenactor (Musketier des schwedischen Altblau-Regiments) mit Muskete und Bardiche